# Popetre
Popetre este o localitate din comuna Koper, Slovenia, cu o populație de 95 de locuitori.